# Municipio de San Martín Peras
El municipio de San Martín Peras es uno de los 570 municipios que conforman al estado mexicano de Oaxaca. Pertenece al distrito de Juxtlahuaca. Su cabecera es la localidad homónima.

## Geografía.
El municipio abarca 245.83 km² y se encuentra a una altitud promedio de 2200 m s. n. m.
Colinda al norte con el municipio de Silacayoápam y el municipio de San Francisco Tlapancingo; al este con el municipio de San Sebastián Tecomaxtlahuaca, al sur con el municipio de Santiago Juxtlahuaca y con el municipio de Coicoyán de las Flores. Al oeste limita con el Municipio de Alcozauca ,estado de Guerrero.

## Demografía
De acuerdo al censo, realizado por el INEGI en 2020, en el municipio habitan 12,436 personas, de las cuales una mayoría manifestó ser hablantes de una lengua indígena. El grado de marginación económica es considerado muy alto (88.37%) y alto (4.65%) en este municipio. También posee el IDH más bajo de todo México, con tan solo 0,425, ósea que puede ser comparable con países como Sudan del Sur.

### Localidades
En el municipio de San Martín Peras se localizan Agencias Municipales,Agencias de Policía, Colonias, Rancherías y Núcleos Rurales. 
En el Municipio solo hay tres localidades con la categoría de “Agencia Municipal ” siendo las siguientes Ahuejutla, La Escopeta y San Miguel Peras. 
se enlistan a continuación las localidades principales y su población de acuerdo al INEGI 2020:
| Localidad            | Población |
| Total Municipio      | 12,436    |
| San Martín Peras     | 3,051     |
| Ahuejutla            | 1,366     |
| Santiago Petlacala   | 753       |
| La Trinidad Peras    | 525       |
| San Miguel Peras     | 365       |
| San Isidro Petlacala | 349       |
| La Escopeta peras    | 330       |
| Chiñón               | 304       |
| San José Peras       | 289       |
| El Espinal Peras     | 282       |

## Flora y Fauna.
San Martín Peras es un Municipio con rica flora en donde abundan bosques de pinos, encinos, tepehuajes y más árboles ,esto solo en las montañas. 
En cuanto a la Fauna existen una diversidad muy grande de animales, como conejos, liebres, zorros, coyotes, ardillas, pájaro carpintero,condor, correcaminos,serpientes, iguanas, y una gran variedad de insectos. 

## Política.
La política en el municipio de San Martín Peras se rige más por usos y costumbres:
para la elección del presidente Municipal y su Cabildo, se hace una asamblea general, es decir, se convoca a todas las Agencias,Núcleo Rurales,Colonias y demás habitantes del Municipio, mediante convocatoria y la cual se distribuye pegándose en los lugares más concurridos y por voceo. 
La participación de Mayordomos en la elección es muy importante ya que estos actúan como autoridades electorales, si bien la elección en la asamblea se rige por usos y costumbres, lo cierto también es que también se rige por la ley del estado de Oaxaca, ya que la ley obliga al municipio que haya igualdad entre hombres y mujeres así como los requisitos que debe de cumplir cada candidato, entonces al final la elección es una mezcla entre usos y costumbres del municipio de San Martín Peras y la ley del estado de Oaxaca.  
En la asamblea general la votación se hace mediante la mano alzada o mediante pizarras, aquel que tenga la mayoría de votos gana y así se hace también para la elección de todos los regidores de Obra,Hacienda ,Educación,de Salud ,Equidad de Género y de Vialidad y el Síndico.  
Representación en las Comunidades.
En cuanto a las Agencias,Núcleos Rurales,Colonias y demás comunidades, cada una tiene su propia forma de elegir sus Agentes , Representantes y sus policías cabe mencionar que estos no perciben sueldo alguno.
por lo regular cada comunidad elige un Agente o representante y su Cabildo que suelen conformarse por un síndico, regidor de obra, comandante, capitán, policías , Mayor. 
Mayordomos.  
En la cebecera Municipal,Agencias y demás comunidades existe la figura del Mayordomo que son los encargados de realizar las fiestas Patronales de los Santos de cada Comunidad, la elección de estos se hace de diferente manera según sea la comunidad, puede ser por elección popular ,por elección directa o voluntaria. Cómo se dijo en párrafos anteriores la mayordomía también actúa como autoridad electoral en conjunto con los ciudadanos de las comunidades.  

### Representación legislativa
Para la elección de diputados locales al Congreso de Oaxaca y de diputados federales a la Cámara de Diputados federal, el municipio de Santiago Ayuquililla se encuentra integrado en los siguientes distritos electorales:
Local:
- Distrito electoral local de 7 de Oaxaca con cabecera en Putla Villa de Guerrero.[6]

Federal:
- Distrito electoral federal 6 de Oaxaca con cabecera en Heroica Ciudad de Tlaxiaco.[7]

### Presidentes municipales[4]
- (1993-1995): Francisco López Carrizal
- (1996-1998):  Samuel López
- (1999-2001):  Juan Ángel Salvador
- (2002-2004): Ciriaco Díaz Martínez
- (2005-2007):  Francisco Ramírez Méndez
- (2008-2010): Genaro Perea González
- (2011-2013): Quirino flores Rivera
- (2014-2016): Aniceto Rodríguez Salvador
- (2016-2017): Santiago Ramírez Cervantes
- (2019-2022): Román Juárez Cruz